# Coprocesor

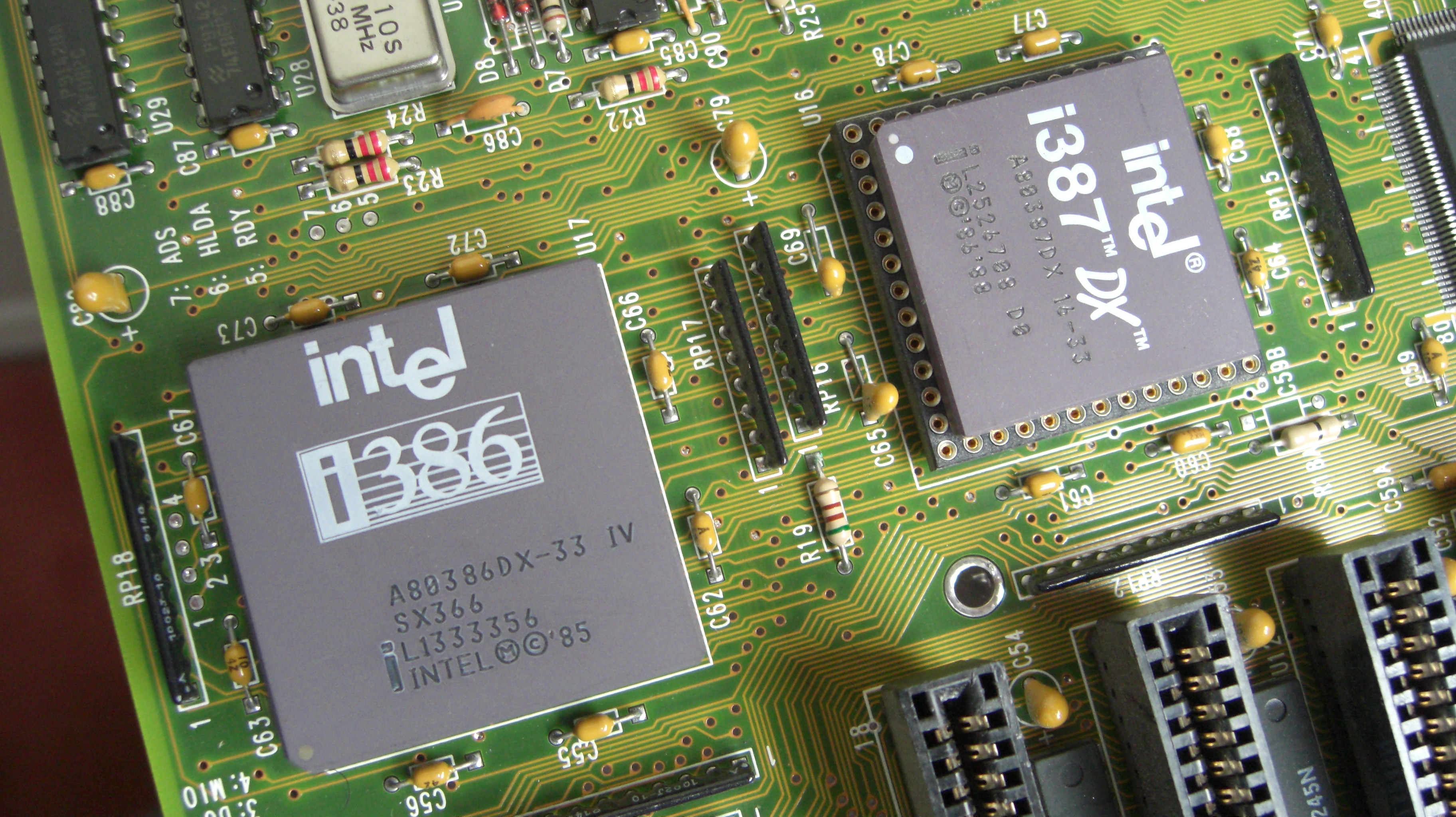
Procesor Intel 80386 cu un coprocesor Intel 387 Math

Coprocesor este un microprocesor specializat folosit pentru a suplimenta funcțiile procesorului primar (master) fie prin descărcarea unei părți din munca sa, fie prin furnizarea de operații suplimentare de prelucrare specializate cum ar fi criptare, matematică, grafică, procesare de șir, interfața I/O cu dispozitive periferice. Prin descărcarea sarcinilor intensive ale procesorului de la procesorul principal, coprocesoarele pot accelera performanța sistemului. Setul de instrucțiuni al coprocesorului este diferit de setul de instrucțiuni al procesorului principal. 
Un coprocesor poate acționa ca o extensie a microprocesorului master prin extinderea arhitecturii setului de instrucțiuni sau prin acționarea ca un alt periferic pe magistrala principală. 

## Tipuri
Există mai multe tipuri de coprocesoare:
- Unitatea de calcul cu puncte în virgulă (FPU): este un coprocesor matematic  specializat în crearea și manipularea valorilor în virgulă mobilă, cel mai adesea folosit în jocurile video pe computer sau în procesarea grafică și video. Procesoarele moderne au acest chip încorporat sub forma Floating Point Unit, care le permite să efectueze eficient calcule matematice cu numere fracționare folosind un set separat de instrucțiuni. Aproape toate microprocesoarele desktop moderne au unități cu virgulă mobilă integrată.

- Coprocesor de rețea: gestionează traficul de rețea de intrare și ieșire echipamente de rețea (router, switch, firewall) și din sistemele high-end. Este optimizat pentru a procesa un număr mare de pachete de rețea I/O.

- Cryptoprocesor: este un procesor ce execută sarcini de criptografie. Efectuează criptarea și decriptarea mesajelor pentru transmiterea sigură a datelor.

- Unitate de procesare grafică (GPU): se ocupă de procesarea grafică de înaltă rezoluție. Se compune din nuclee multiple cu seturi de instrucțiuni mici.

- Controler periferic (procesor I/O): este un coprocesor utilizat pentru a gestiona unul sau mai multe periferice.